# 430
Cette page concerne l'année 430  du calendrier julien. Pour l'année 430 av. J.-C., voir 430 av. J.-C. Pour le nombre 430, voir 430 (nombre).
L'année 430 est une année commune qui commence un mercredi.

## Événements
- 1er janvier : début du treizième consulat de Théodose II et du premier de Valentinien III. Théodose II célèbre ces tricennalia[1].
- Janvier : Hilaire devient évêque d'Arles (ou en 429)[2].
- Mai : le patrice Flavius Felix, ministre tout puissant de Galla Placidia est mis à mort avec son épouse Pandusia par des soldats à Ravenne sur ordre d'Aetius après une tentative de complot contre ce dernier[3].
- 10 août : Nestorius, qui conteste le caractère divin du Christ, est condamné par le pape Célestin au synode de Rome[4].
- 28 août : Augustin, évêque d'Hippone, meurt durant le siège de sa ville par les Vandales[5].
- 19 novembre : le Patriarche d’Alexandrie Cyrille, s’appuyant sur un fort mouvement populaire contre le nestorianisme, force Théodose II à convoquer le concile d'Éphèse pour le 7 juin 431[6].

- Aetius doit intervenir en Rhétie contre les Juthunges, puis repousser une nouvelle attaque des Wisigoths devant Arles[7].
- L'empereur d'Orient Théodose II accepte de payer un tribut annuel de 350 livres d'or aux Huns en échange de la paix[8].

## Naissances en 430
- Anastase Ier, empereur byzantin.
- Zénon, empereur byzantin à Rosumblada dans le sud est de l'Asie Mineure.
- Cadell Ddyrnllwg, roi de Powys.

## Décès en 430
- 16 janvier : Honorat d'Arles, évêque d'Arles (ou en 429)[2].
- 28 août : Augustin, père de l'Église, à Hippone, son évêché, lors du siège de la ville par les Vandales.